# Roberto Armenio
Roberto Armenio (Nápoles, 1836 - Uruguay, 25 de diciembre de 1900) fue un ingeniero civil y militar napolitano de familia noble que se radicó en Uruguay y desarrolló importantes proyectos de ingeniería para el país.

## Biografía
Hijo de José Armenio, noble napolitano, y de Carolina Camphore, integrante de la Corte del Rey de las dos Sicilias, cuya capital era Nápoles. Ingresó a la Escuela de Cadetes del Ejército Borbónico, donde estudió y se recibió de Oficial. Luego tomó el curso de Ingeniero Militar y así, una vez finalizado, ingresó en el Arma de Ingenieros del Ejército Borbónico.
Fue ayudante de Garibaldi durante las guerras por la unificación de Italia y luego volvió a combatir bajo su mando en la Guerra Franco-Prusiana. Finalizada la guerra, se radicó en París para luego prestar servicios militares en el ejército brasileño durante dos años.
En 1874, presentó un proyecto de ingeniería civil a la Municipalidad de Lisboa, para mejorar la circulación de tránsito y personas entre las colinas de la ciudad. Este es el primer antecedente de lo que luego sería el Elevador de Santa Justa (también llamado Elevador do Carmo).
En 1882, fue elegido para desempeñar un cargo como Oficial de Ingeniería, responsable de la recientemente creada Oficina de Ingeniería Militar del Departamento de Guerra y Marina del Ejército uruguayo, cargo que ocuparía hasta el año 1888. De esta forma, Armenio se radica en el Uruguay, convirtiéndose en el asesor técnico-militar del entonces Presidente Máximo Santos. 
Gracias a su asesoramiento, fueron realizadas ciertas reformas militares como la reconstrucción de la Fortaleza del Cerro, la organización del Parque y Escuela Nacional de Artes y Oficios, la creación del Colegio Militar, la creación del Hospital Militar, la adquisición de una corbeta de guerra y construcción de buques de guerra en el país, la transformación del Estado Mayor del Ejército en Inspección General de Armas, entre otras.
Bajo su dirección se crearon una gran cantidad de mapas y planos de suma importancia, como “Ferrocarril de Asunción a Paraguaná sobre el Atlántico”, “Mapa general de los ferrocarriles existentes”, “Las Fronteras Militares de la República Oriental del Uruguay”, “Mapa Orográfico e Hidrográfico de la Provincia de Río Grande del Sur”, “Mapa de la Laguna Merin”, “Mapa del Río Uruguay”, entre otros. En 1888, presentó al entonces Presidente Máximo Tajes un proyecto para la canalización del río Negro que nunca se llevaría a cabo.
En junio de 1893, comenzó la edificación del Hospital Militar según el proyecto creado por el Ingeniero, que preveía la construcción de ocho pabellones, para asistir a un total de 200 heridos.
En 1894, vuelve a prestar asesoramiento al Jefe del Estado Mayor (en ese momento, Juan Idiarte Borda) para cuestiones sobre el Ejército, aunque esta vez en forma honoraria. En este período estructura una nueva Oficina de Ingeniería Militar ubicada en el costado norte de la plaza Independencia.
Debido a proyectos de ingeniería civil poco redituables Armenio vivió sus últimos años en la pobreza. Falleció en Uruguay, el 25 de diciembre de 1900.